# 克雷森特 (喬治亞州)
克雷森特（英語：Crescent）是位於美國喬治亞州麥金托什縣的一個非建制地區。該地的面積和人口皆未知。

## 地理
克雷森特的座標為31°30′32″N 81°22′20″W / 31.50889°N 81.37222°W，而該地的平均海拔高度為9米（即30英尺）。